# Arrúbal
Arrúbal é um município da Espanha 
na província e comunidade autónoma de La Rioja, de área 7,35 km² com população de 479 habitantes (2007) e densidade populacional de 65,17 hab./km².

## Demografia
| Variação demográfica do município entre 1991 e 2004 | Variação demográfica do município entre 1991 e 2004 | Variação demográfica do município entre 1991 e 2004 | Variação demográfica do município entre 1991 e 2004 |
| --------------------------------------------------- | --------------------------------------------------- | --------------------------------------------------- | --------------------------------------------------- |
| 1991                                                | 1996                                                | 2001                                                | 2004                                                |
| 397                                                 | 440                                                 | 409                                                 | 484                                                 |